# Mirów (hrad)
Hrad Mirów (polsky: Zamek w Mirowie) je zřícenina hradu nacházející se v Krakovsko-čenstochovské vysočině. Tato pevnost je součástí známého systému Orlích hnízd, který byl vybudován ve 14. století na obranu proti nepřátelům ze západu. První písemná zmínka o hradu pochází z roku 1399. Mirów je typickým příkladem středověkého hradu, který byl později přestavěn a adaptován pro obytné účely. Původní rozloha hradu činila přibližně 270 m², ale v průběhu času, zejména za vlády pozdějších majitelů byl hrad rozšířen až na 1 200 m². 
Zřícenina hradu se nachází na vápencových skalách Mirowskie Skały, tyčících se nad vesnicí Mirów (gmina Niegowa, okres Myszków) ve Slezském vojvodství.

## Historie
Hrad v Mirówě byl vybudován během vlády Kazimíra Velikého kolem poloviny 14.  století poblíž stejnojmenné vesnice. Historici předpokládají, že na místě hradu původně stály dřevěné stavby. Zpočátku byl hrad tvořen kamennou strážní věží, která byla podřízena nedalekému hradu Bobolice. Strážní věž v Mirówě patřila šlechtickému rodu Lisů, který vlastnil také nedaleký hrad v Koziegłowech. Ti jako první začali s rozšiřováním opevnění a přeměnou tvrze na plnohodnotný rytířský hrad. V roce 1378 získal hrad do léna od Ludvíka Węgierského kníže Władysław Opolczyk. Ten však kvůli svému nepřátelskému postoji vůči Polsku přišel o hrad v roce 1396, kdy mu jej král Vladislav II. Jagello odebral.
Jedna z prvních písemných zmínek o hradu pochází z období 1401–1405 kdy byl purkrabím hradu muž jménem Sassin. Ten spravoval hrad jménem jeho tehdejšího majitele – kastelána z Nowého Sącze, Krystyna z Kozichgłów. V roce 1424 převedl Vladislav II. Jagello svou vesnici Mirów s dalšími vesnicemi na Krystyna na základě jeho žádosti. Později, v polovině 15. století, se hrad v Mirówě dostal do rukou dalších rytířských rodin. V roce 1442 koupil panství Mirów Piotr z Bnin a zahájil zvětšování hradu. Pokračovali v něm další majitelé (Myszkowští erbu Jastrzębiec), kteří hrad zakoupili v roce 1489 a kteří sem přesunuli své rodinné sídlo. Během této doby byl hrad zvýšen a byla postavena také obytná věž. Omezené možnosti rozšíření však znamenaly, že se Myszkowští později přestěhovali na nové, pohodlnější místo a hrad přešel do rukou Piotra Korycińského a poté rodiny Męcińských.
Zámek v Mirówě hodně utrpěl během švédského období, kdy byla zničena velká část hradeb. Přes rekonstrukční práce majitelů hrad pomalu chátral a v roce 1787 byl definitivně opuštěn. Pevnost se pak stala zdrojem stavebního kamene pro místní obyvatele, což urychlilo devastaci hradu, ten již neměl střechy a stěny byly na mnoha místech zhroucené. V 19. století byl hrad poprvé inventarizován. V roce 1934 se však jižní zeď hradu zřítila.

## Současný stav a plány rekonstrukce
Hrad Mirów se nachází na území malé stejnojmenné obce, která má 184 obyvatel (údaj z roku 2022). Současnými vlastníky hradu je rodina Laseckých, která v roce 2006 zahájila záchranné práce na této historické památce. Na žádost senátora Jarosława Wacława Laseckého a jeho bratra Dariusze Laseckého, byly vypracovány studie, na jejichž základě byla zvolena optimální metoda zabezpečení hradních ruin. Restaurátorské práce jsou prováděny pod odborným dohledem.
Interiér hradu je v současné době pro veřejnost uzavřen. Kvůli bezpečnostním rizikům musel být areál oplocen. Plánuje se částečná rekonstrukce zřícených zdí. Po dokončení prací bude hrad opět zpřístupněn návštěvníkům. V opravených a zabezpečených prostorách bude umístěno turistické informační centrum a muzeum.

## Další informace
Mirów leží na turistické trase Szlak Orlich Gniazd.

## Galerie

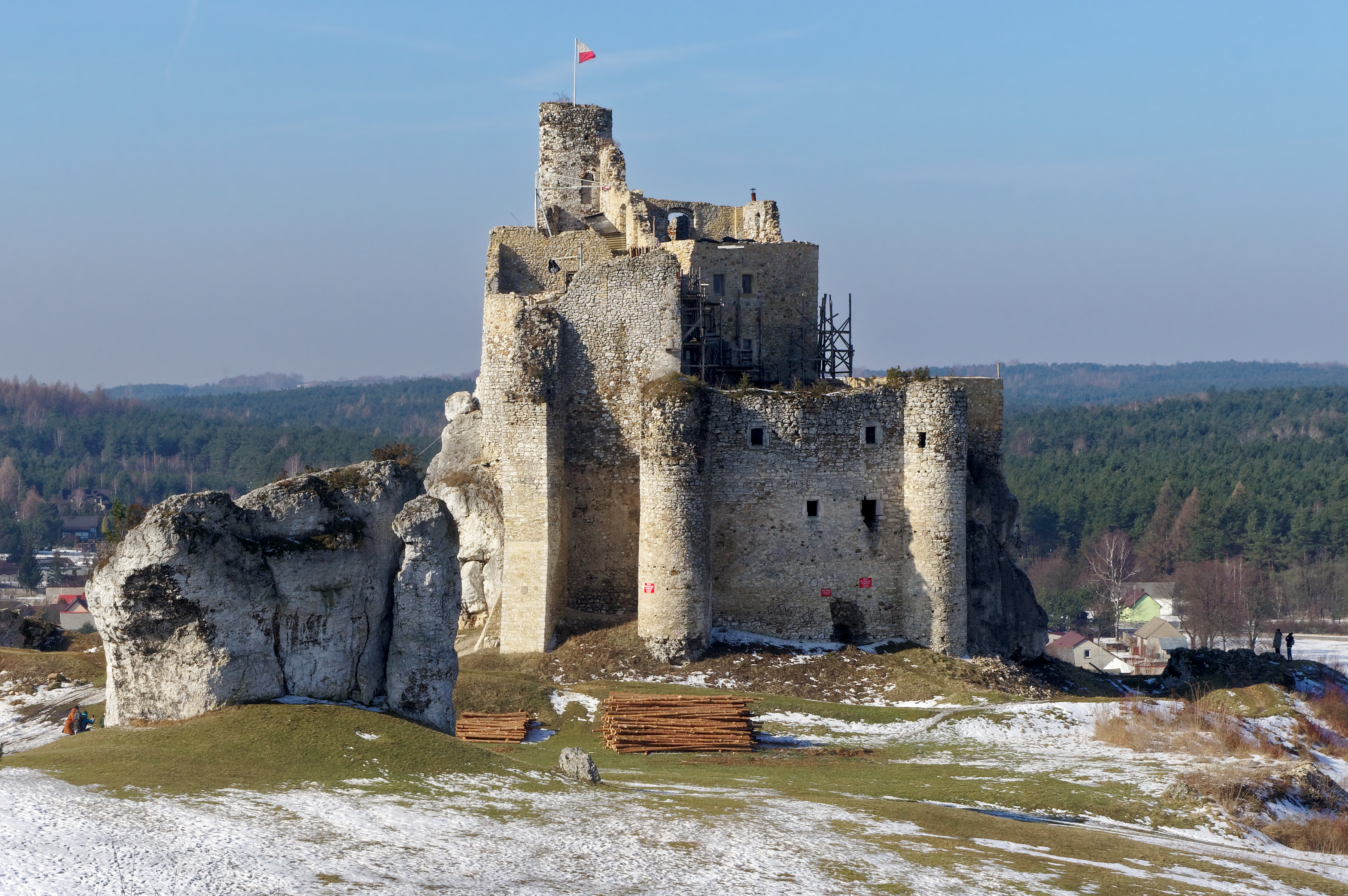
Pohled na hrad 1
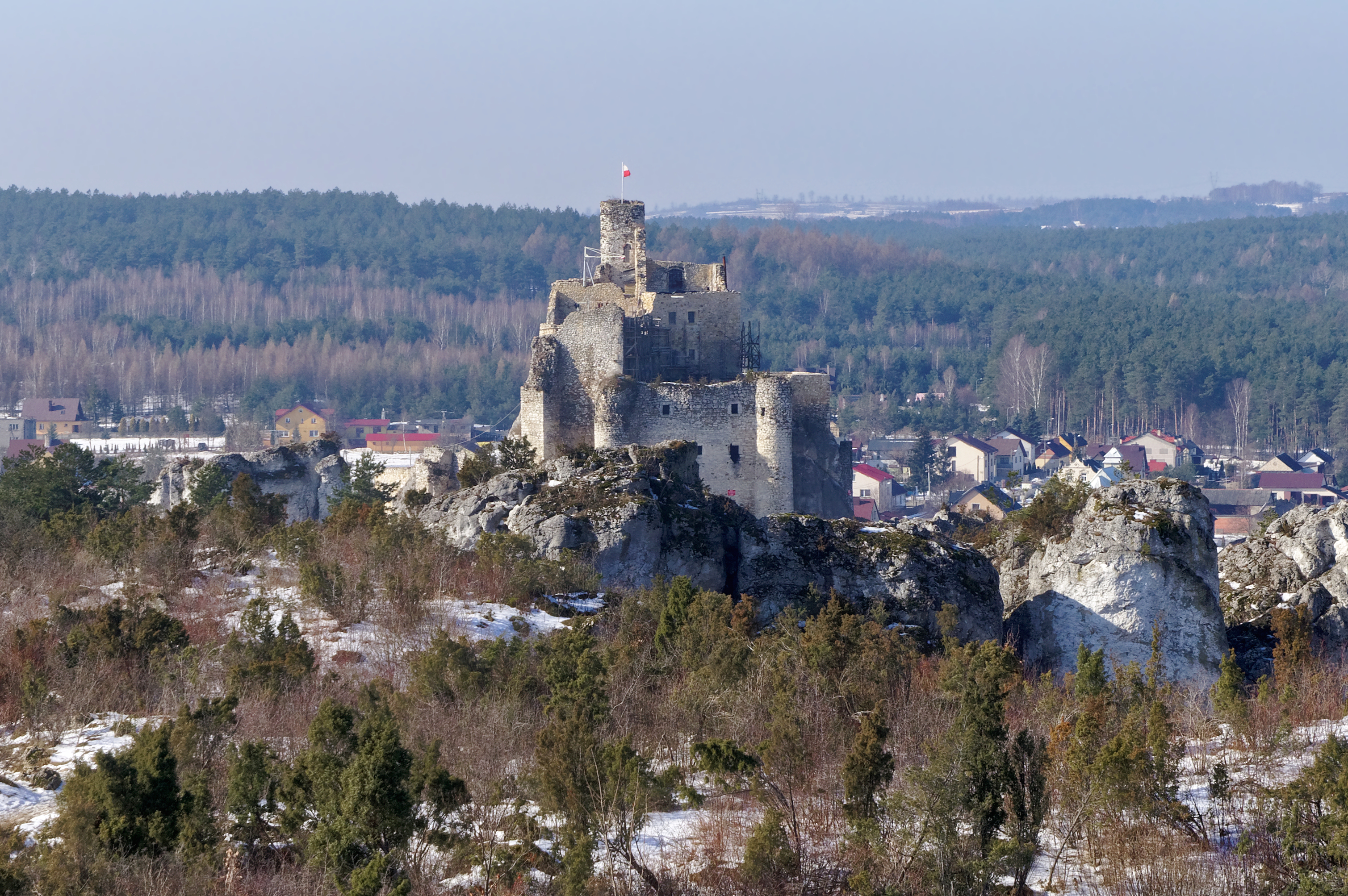
Pohled na hrad 2
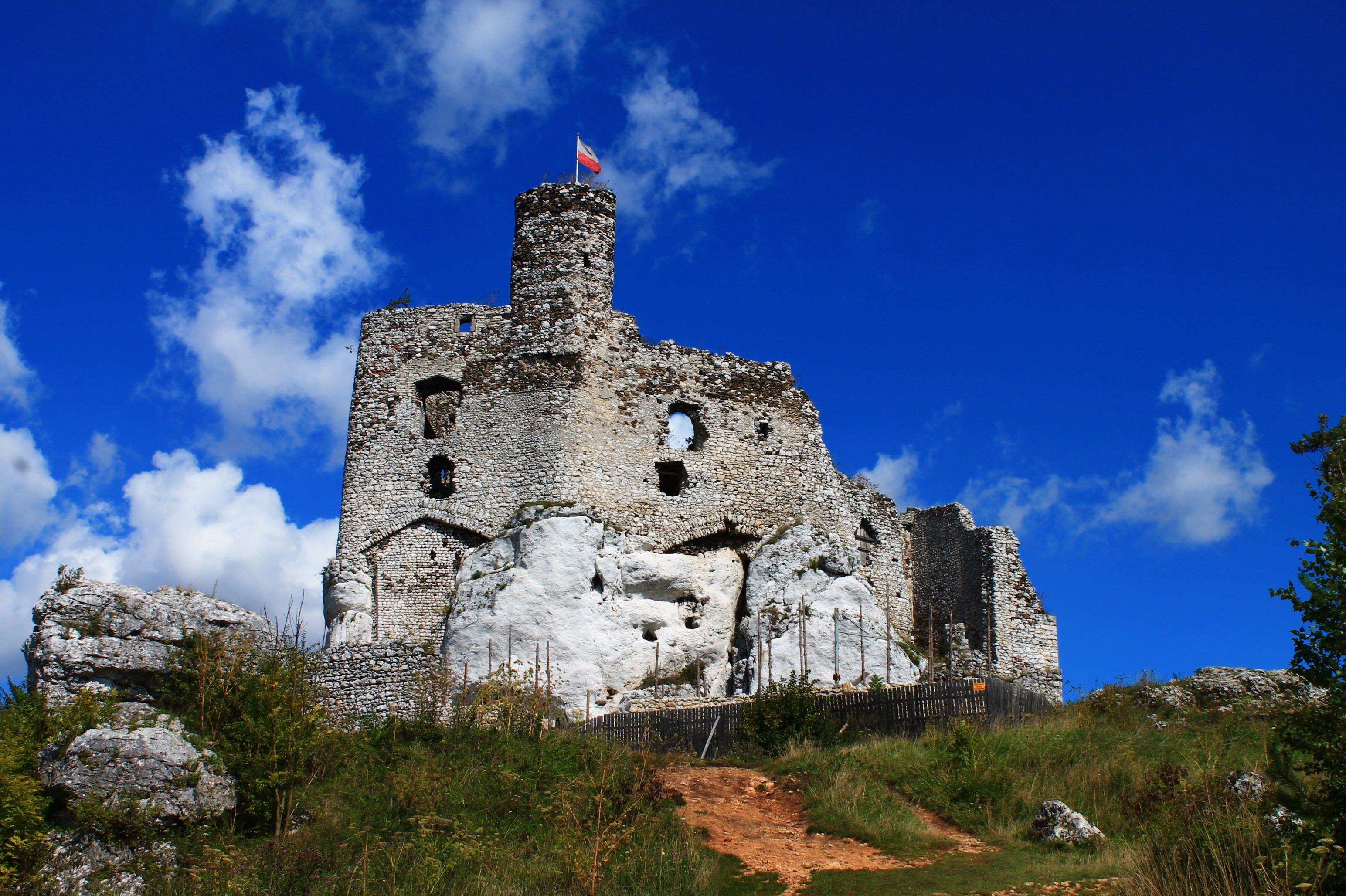
Pohled na hrad 3
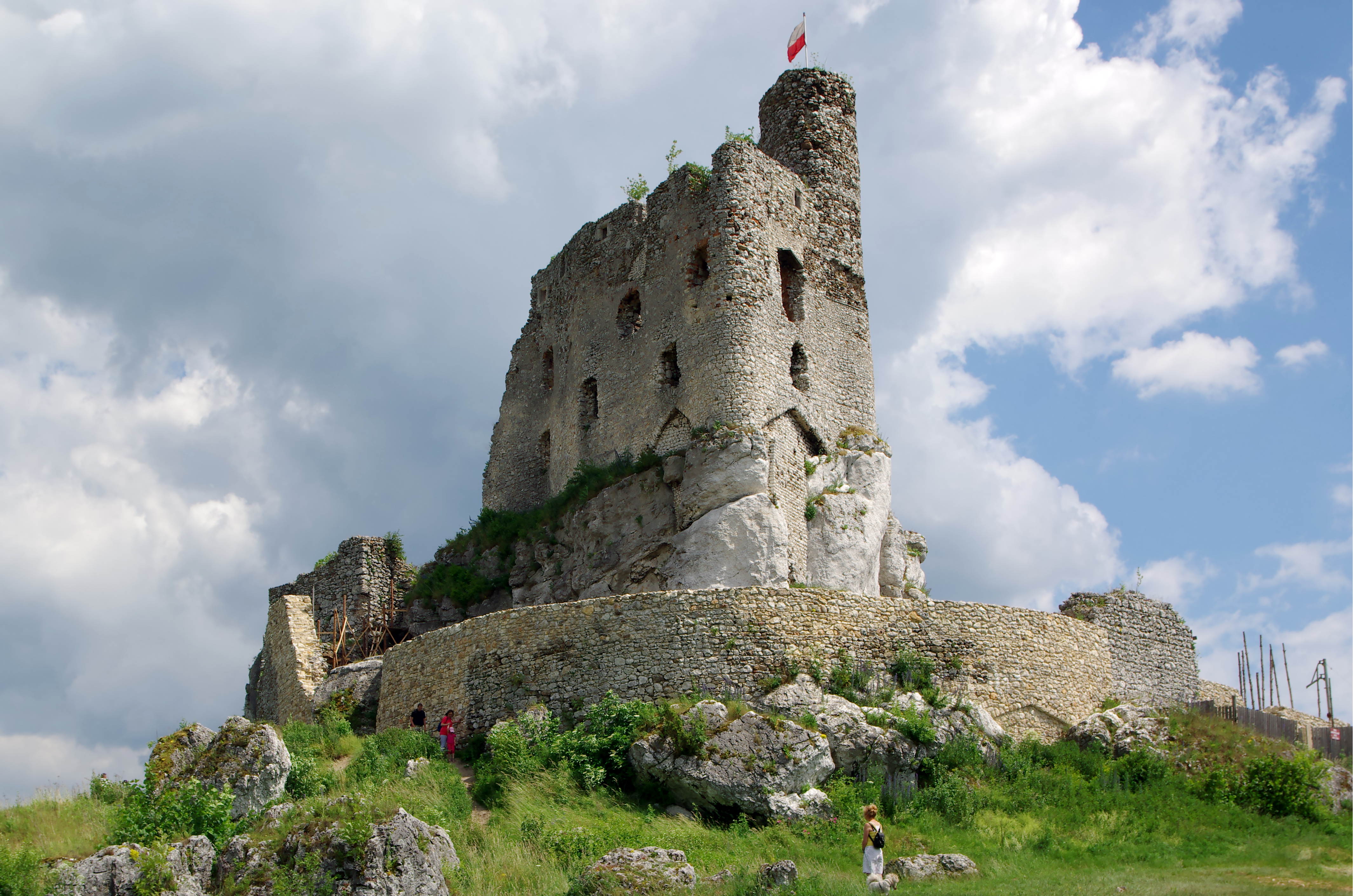
Pohled na hrad 4